# Misselwarden
Misselwarden är en ortsteil i kommunen Wurster Nordseeküste i Landkreis Cuxhaven i förbundslandet Niedersachsen i Tyskland. Misselwarden var en kommun fram till 1 januari 2015 när den uppgick i Wurster Nordseeküste. Kommunen Misselwarden hade 426 invånare 2014.